# Борьба с курением в нацистской Германии

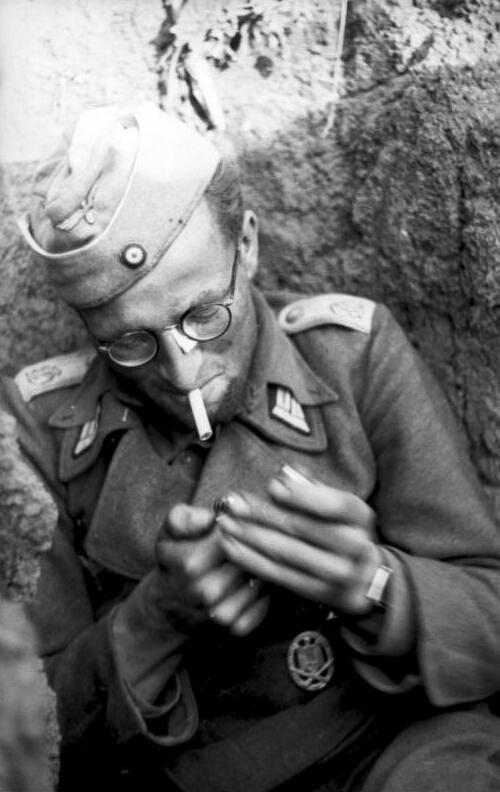
Лейтенант вермахта во время Румынской операции (1944)

Борьба с курением в нацистской Германии — первая в новейшей истории государственная программа по борьбе с курением табака.
В XX веке общественные кампании по борьбе с курением велись во многих странах, но государственную поддержку такая кампания получила впервые в Германии после прихода к власти национал-социалистов. Именно в Германии впервые были опробованы многие методы, которые применяются в настоящее время правительствами разных стран в борьбе с курением.
Руководство НСДАП осуждало курение. Кампания опиралась также на личное отвращение Адольфа Гитлера к табаку и была связана с антисемитизмом и расизмом. Нацистское руководство поощряло научные исследования последствий курения, и немецкая наука имела приоритет в данном направлении. Программа включала запрет на курение в трамваях, автобусах и электричках, ограничение количества сигарет в пайке солдат вермахта и увеличение налога на табак. По всей стране велась пропаганда отказа от курения. Были введены ограничения на рекламу табака, ограничен рацион табачных изделий, выделявшихся для женщин, ограничено курение в ресторанах и кафе.
Несмотря на все усилия, потребление табака продолжало увеличиваться с 1933 по 1939, но начиная с 1939 и по 1945 началось снижение потребления, особенно среди военнослужащих. После начала Второй мировой войны кампания против табака резко активизировалась.

## Борьба с курением в Германии до нацистов
Антитабачные настроения существовали в Германии задолго до прихода к власти нацистов.
В 1904 году было организовано «Германское общество противников курения и защиты некурящих» (Deutscher Tabakgegnerverein zum Schutze der Nichtraucher). Однако эта организация существовала недолго.
В 1910 году в Траутенау в Богемии была создана «Германская федерация противников табака» (Bund Deutscher Tabakgegner), подобные общества были созданы в Ганновере и Дрездене.
В 1920 в Праге была создана «Федерация немецких противников табака в Чехословакии» (Bund Deutscher Tabakgegner in der Tschechoslowakei). В Австрии также существовала подобная федерация (Bund Deutscher Tabakgegner in Deutschösterreich). Эти группы публиковали журналы, пропагандировавшие отказ от курения. Первым таким журналом на немецком был «Противник табака» (Der Tabakgegner), издававшийся богемским обществом с 1912 по 1932 год. С 1919 по 1935 годы в Дрездене издавался журнал «Немецкие противники табака» (Deutsche Tabakgegner).
Антитабачные организации выступали также против употребления алкоголя.

## Отношение Гитлера к курению

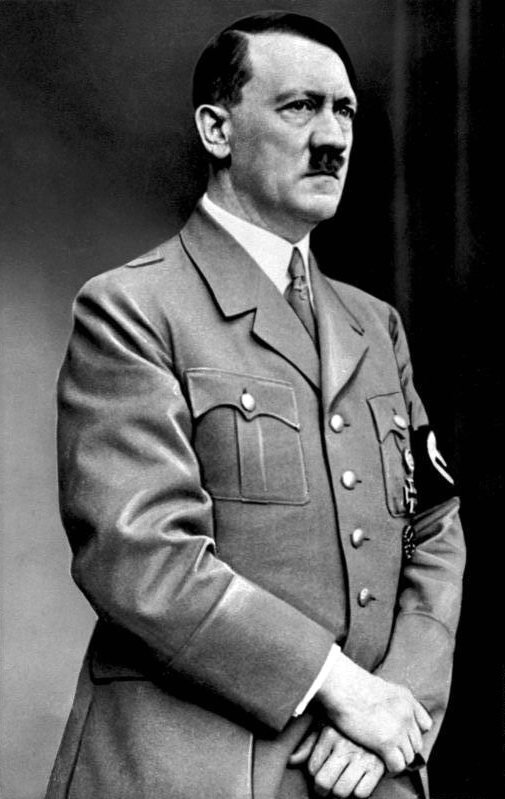
Адольф Гитлер призывал немцев отказаться от курения

В молодости Адольф Гитлер был заядлым курильщиком. Выкуривая до 40 сигарет в день, он бросил курить, не желая тратить деньги понапрасну. Позднее Гитлер вспоминал об этом так:
Мне долгое время было очень плохо в Вене. Несколько месяцев я не ел горячей пищи. Питался молоком и чёрствым хлебом. Но зато тратил 13 крейцеров в день на сигареты. Выкуривал от 25 до 40 сигарет в день. Но крейцер тогда был больше, чем сегодня 10 пфеннигов. И однажды мне пришла в голову мысль: а что если не тратить 13 крейцеров на сигареты, а купить масла и сделать бутерброды? На это уйдёт 5 крейцеров, и у меня ещё останутся деньги. Вскоре я выкинул сигареты в Дунай и никогда больше к ним не притрагивался.
В зрелые годы Гитлер трактовал курение как «декадентство» и «месть краснокожих белому человеку за „огненную воду“», сокрушаясь по поводу того, «сколько хороших людей погибло из-за пагубного зелья». Гитлера сильно огорчало то, что Ева Браун и Мартин Борман курили, а Геринг продолжал курить на публике. По воспоминаниям секретаря Кристы Шрёдер, за обещание бросить курить Гитлер подарил сестре Евы Браун Гретль кольцо с сапфиром и бриллиантами. Он был разозлён, когда на памятнике Герингу последний был изображен с сигарой. Гитлер считается первым государственным лидером, активно возражавшим против курения.
Гитлер неодобрительно относился к свободе курения в армии и утверждал, что мнение «солдат на войне не может жить без табака» является ошибочным. Он обещал, что после завершения войны курение в армии будет прекращено. Гитлер призывал всех в своем окружении бросить курить и поощрял тех, кому удалось это сделать. Однако личная неприязнь Гитлера к курению была лишь одной из многих движущих сил кампании против курения.

## Репродуктивная политика
Существенным фактором, влиявшим на антитабачную кампанию, была репродуктивная политика нацистов. Считалось, что курящие женщины раньше стареют и теряют свою физическую привлекательность, поэтому они считались неподходящими для того, чтобы быть немецкой женой и матерью. Вернер Хуттиг (Werner Huttig) из «Управления по расовой политике» НСДАП (нем. Rassenpolitisches Amt) утверждал (справедливо), что молоко курящих матерей содержит никотин. Мартин Штэммлер (Martin Staemmler), видный врач Третьего рейха, утверждал, что курение во время беременности приводит к более частым мертворождениям и выкидышам. Это мнение поддерживала и Агнес Блум (Agnes Bluhm) — известная специалистка в области расовой гигиены, которая делала тот же вывод в своей книге, опубликованной в 1936 году. Всё это беспокоило руководство нацистской Германии, заинтересованное в том, чтобы немецкие женщины рожали много детей.

## Научные исследования
Научные исследования влияния курения на состояние здоровья находились в Германии на более высоком уровне, чем в других странах, ещё до прихода нацистов к власти.
В 1940 году была защищена диссертация, в которой рассматривалось, почему слепые редко курят и почему солдаты больше любят курить при свете дня, чем по ночам. Появились десятки препаратов для желающих бросить курить — от полосканий с нитратом серебра (считалось, что водный раствор 1:10000 придает табаку неприятный вкус) до вещества под названием «транспульмин», создававшего аналогичный эффект при внутривенных инъекциях (якобы препарат связывал терпены и другие ароматические вещества в табаке, вызывая неприятные ощущения). Выпускались на рынок специализированные средства для отвыкания — под торговыми марками, например, «Аналептол» и «Никотилон», — а также всевозможные замены табаку: особая жевательная резинка, средства на основе имбиря, атропин и ментоловые сигареты. Несомненной популярностью пользовались гипноз и разнообразные психологические консультации.
Связь рака лёгких с курением была впервые доказана в Третьем рейхе. Эффект «пассивного курения» (нем. Passivrauchen) также впервые был изучен в нацистской Германии. Исследования, проведённые на средства нацистского государства, открыли множество негативных последствий для здоровья, возникающих от курения.
Гитлер лично выделял финансовую поддержку «Научно-исследовательскому институту рисков табакокурения» (нем. Wissenschaftliches Institut zur Erforschung der Tabakgefahren) при Йенском университете во главе с Карлом Астелем (нем. Karl Astel). Этот институт, основанный в 1941 году, был основным центром исследований вреда табакокурения.
Врачи Третьего рейха также нашли подтверждения тому, что курение вызывает сердечные заболевания, что в то время считалось самым вредным последствием курения. Никотин считался основной причиной увеличения случаев инфаркта в стране. Во время Второй мировой войны именно потребление никотина считалось основной причиной инфарктов, участившихся у военнослужащих на Восточном фронте.
В отчёте на основании тридцати двух случаев смерти от инфаркта молодых солдат на фронте отмечалось, что все они были заядлыми курильщиками. Известный врач Франц Бухнер (нем. Franz Buchner) считал, что сигареты являются «врагом сердца номер один».

## Меры против курения

### Пропаганда
Для того, чтобы убедить население отказаться от курения, правительство использовало разнообразные приёмы массовой пропаганды. Статьи о вреде курения публиковали такие массовые издания, как журналы «Здоровый народ» (Gesundes Volk), «Народное здоровье» (Volksgesundheit) и «Здоровая жизнь» (Gesundes Leben). Широкое распространение получили плакаты, демонстрировавшие вред курения. Листовки о вреде курения распространялись на рабочих местах. К распространению листовок привлекались также члены гитлерюгенда и Союза немецких девушек.
Антитабачная программа включала также распространение знаний. В июне 1939 года было образовано Бюро по борьбе с табаком и алкоголем. Бюро по борьбе с наркотиками (Reichsstelle für Rauschgiftbekämpfung) также принимало участие в кампании. Антитабачные статьи публиковались в журналах «Легкие наркотики» (Die Genussgifte), «На посту» (Auf der Wacht) и «Чистый воздух» (Reine Luft). Главная роль в борьбе с курением отводилась журналу «Чистый воздух».
К 1930 годам в антитабачной риторике появилась тема рака.

### Запреты
После выяснения вреда курения для здоровья были приняты определённые меры законодательного характера:
- в 1938 году запрет на курение был введён в военно-воздушных силах и почтовом ведомстве для своих сотрудников (в том числе и дома);
- курение запрещалось во всех медицинских учреждениях, а также в некоторых домах отдыха[9]. Акушеркам также было запрещено курить на работе;
- в 1939 году НСДАП ввела запрет на курение во всех своих учреждениях, а Гиммлер запретил офицерам СС и полиции курить в рабочее время[32]. Солдатам и офицерам вермахта было запрещено курить на улицах, в походах и во время перерывов в процессе нахождения на службе;
- курение было также строжайше запрещено в школах[25];
- в 1941 году в 60 городах Германии было запрещено курение в трамваях[32]. Курение было также запрещено в бомбоубежищах, однако в некоторых убежищах были комнаты для курящих[9].

Особенное внимание уделялось предотвращению курения среди женщин (президент Медицинской ассоциации Германии заявил: «Немецкие женщины не курят!»):
- карточки на табак не выдавались беременным, а также женщинам моложе 25 и старше 55 лет. Были также введены ограничения на свободную продажу табака женщинам как в магазинах, так и в ресторанах и кафе[32];
- в кинотеатрах демонстрировались специальные фильмы, агитировавшие против курения среди женщин;
- местные ячейки НСДАП исключали из партии публично куривших женщин[34].

Другие запреты:
- в 1943 году было запрещено курение в общественных местах для лиц моложе 18 лет[6][27][32];
- в 1944 году было запрещено курение в автобусах и городских электричках[12]. Это было сделано по личному указанию Гитлера, опасавшегося, что женщины-кондукторы страдают от последствий пассивного курения[9].

## Борьба с алкоголем и наркотиками
В июне 1939 года было образовано «Бюро по борьбе с табаком и алкоголем» и «Бюро по борьбе с наркотиками» (Reichsstelle für Rauschgiftbekämpfung).

### Реклама
С 7 декабря 1941 года по приказу президента Совета по рекламе Генриха Хунке (Heinrich Hunke) были введены ограничения на рекламу табачных изделий. Была запрещена реклама, представлявшая курение как безопасное занятие или символ мужества. Были также строго запрещены насмешки над противниками курения, а также запрещено размещение рекламных плакатов вдоль железных дорог, в сельской местности, на стадионах и ипподромах. Была также запрещена реклама через громкоговорители и на почтовых марках.

### Армия
Ограничения на курение были введены и в вермахте. Табачный рацион был сокращён до шести сигарет в день на человека. Во времена затишья на фронте солдаты имели возможность купить дополнительно, однако не более 50 сигарет в месяц. Женщинам, служившим на вспомогательных должностях в армии, курить не разрешалось. Регулярно проводились медицинские лекции с пропагандой отказа от курения.

### Налоги
В ноябре 1941 года налоги на табачные изделия были подняты и составляли 80-95 % от продажной цены. Этот уровень налога был самым высоким в истории Германии и был превзойдён лишь через 25 лет после падения Третьего рейха.

## Эффективность программы
Первый этап кампании был неудачным: с 1933 по 1937 годы потребление табака в Германии заметно возросло.
Табачные фабриканты предпринимали усилия по контрпропаганде. Они начали издавать несколько новых журналов, в которых антитабачная кампания представлялась «фанатичной» и «ненаучной». Особый упор табачная пропаганда делала на женщин: в рекламных объявлениях часто использовались модели с сигаретой. Несмотря на усилия государства, многие немки продолжали курить, включая жён некоторых высокопоставленных нацистских чиновников. Например, Магда Геббельс курила даже во время встреч с журналистами. Ведущие журналы мод, такие как Beyers Mode für Alle, также часто публиковали фотографии курящих моделей. На конверте пластинки с популярной песней «Лили Марлен» была изображена певица Лале Андерсен с сигаретой в руке. 

|          | Год  |      |      |      |
| 1930     | 1935 | 1940 | 1944 |      |
| Германия | 490  | 510  | 1022 | 743  |
| США      | 1485 | 1564 | 1976 | 3039 |

В конце 30-х годов и во время Второй мировой войны правительство усилило антитабачные меры, и потребление сигарет пошло на спад. Благодаря усилиям командования вермахта, курение в армии также снизилось с 1939 по 1945 годы. По статистике, в 1944 году количество курящих в армии выросло, но среднее потребление сигарет на душу населения снизилось на 23,4 % по сравнению с предвоенными годами. Доля людей, выкуривавших 30 или более сигарет в день, снизилась с 4,4 % до 0,3 %.
Антитабачная программа была не лишена противоречий. Например, параллельно с программами «Народное здоровье» (нем. Volksgesundheit) и «Будь здоров!» (нем. Gesundheitspflicht) проводилась широкомасштабная раздача сигарет группам населения, которые этого «заслуживали» (солдаты на фронте, члены гитлерюгенда и др.). При этом «бесполезные» или «вредные» группы (евреи, военнопленные и др.), такого снабжения были лишены.
Табак, тем не менее, продолжал в больших количествах производиться на оккупированных территориях, например, на Украине. В 1943 г. под табачные плантации там было зарезервировано 160 000 га. Всего же украинские фабрики до конца 1942 г. произвели 2,5 млрд папирос и сигарет и 5 млн сигар.

## Связь с антисемитизмом и расизмом
Помимо заботы о здоровье народа, большую роль в программе играла идеология нацизма, а именно, концепции расовой гигиены и телесного здоровья. Нацистские лидеры полагали, что представители «расы господ» не должны курить и что курение табака равнозначно «расовой дегенерации». Нацисты считали табак «генетическим ядом». Специалисты по расовой гигиене также возражали против потребления табака, опасаясь, что это отрицательно скажется на «немецкой наследственности». Активисты борьбы с табаком часто изображали курение как порок, присущий «дегенеративным» африканцам. 
Нацисты утверждали, что в распространении табака виновны евреи. Церковь «адвентистов седьмого дня» в Германии заявляла, что курение — порок, распространяемый евреями. Редактор журнала «Нордический мир» (Nordische Welt) Йоган фон Леерс на церемонии открытия НИИ рисков табакокурения в 1941 году возложил ответственность за распространение табака в Европе на «еврейский капитализм». Он заявил, что табак был впервые завезен в Германию евреями и что евреи контролируют табачную промышленность в Амстердаме — главном центре поступления табака в Европу. 

## После 1945 года
После распада нацистского государства  быстро проникли на немецкий рынок. Расцвела контрабандная торговля сигаретами. Руководителей антитабачной кампании заставили замолчать.
В 1949 году объём нелегальных поставок из США в Германию составлял примерно 400 миллионов сигарет в месяц. В 1954 году почти два миллиарда швейцарских сигарет были контрабандой ввезены в Германию и Италию. США поставляли бесплатный табак в Германию в рамках плана Маршала; в 1948 году в Германию было ввезено 24 000 тонн табака и не менее 69 000 тонн в 1949 году. Правительство США потратило на это 70 млн долларов, которые пошли в прибыль табачных компаний.
Потребление сигарет на душу населения в послевоенной Германии постоянно росло: с 460 в 1950 году до 1523 в 1963 году. К концу XX века меры борьбы с курением в Германии так и не достигли уровня 1939-41 годов, а исследования в области вреда курения в Германии до сих пор остаются в тени.